# Église de l'Archange-Mikhaïl de Tobolsk
L'église de l'archange Mikhaïl est une église orthodoxe située dans la ville de Tobolsk au croisement des rues Lénine et Kirov. C'est une des plus anciennes églises de Tobolsk qui a été conservée jusqu'à aujourd'hui.

## Histoire
L'église est érigée en 1745, à l'emplacement de l'ancienne église en bois. Elle comprend deux édifices : celui situé en bas (église chauffée) dédiée à l'apôtre Jean qui a été consacrée en 1749 et comprend à sa base un podklet, et celle située au-dessus de l'autre (église non chauffée, d'été) consacrée également en 1749. L'ensemble de la construction est achevé en 1759. Dans la composition de l'édifice on ressent encore la vitalité de la tradition du XVIIe siècle bien que l'ensemble forme déjà une silhouette baroque avec ses débordements des différents volumes. L'architecte qui a dirigé les travaux est Kozma Tcherpanov ou son frère Ivan (bien que, selon certaines sources, ce serait un entrepreneur du nom de Corneille Perevolokovitch Mikhaïlov).
Près de l'église, dans la maison du staroste Khoudiakov, a vécu un écrivain, philosophe et poète du nom d'Alexandre Radichtchev(1749-1802), durant 7 mois, en attendant l'arrivée d'Élisaberh Vassilevna Roubanovska qui donnera naissance à trois enfants. Raditchev s'occupe de sciences et d'un atelier de poterie. Il écrit : Discours sur l'homme et la mort, et sur l'immortalité de l'âme, Lettre sur le commerce en Chine, et commence à écrire Histoire de la conquête de la Sibérie et l'histoire d'Ermak Timofeïévitch.
En 1852, grâce à la collaboration des décembristes Alexandre Mouraviov et Piotr Svistounov (ru), une école pour femme est ouverte qui sera appelée plus tard le gymnase féminin (actuellement école № 1). L'école fait partie de la paroisse de l'église. Les étudiantes s'adonnent à l'étude des langues russes et slavones et à l'étude de la géométrie et de la cosmologie. 
Dans les années 1830 au XIXe siècle l'église est fréquentée par de nombreux décembristes et également par le peintre Mikhail Znamensky (en) 
Après la Révolution d'Octobre 1917, l'église est fermée et un cinéma d'art y est installé. Dans les années 1930, le clocher octogonal est démonté. En 1987 il est restauré et l'église retrouve ainsi sa silhouette primitive à partir de la fin des travaux en 1989. En 2012, le gouvernement de l'Oblast de Tioumen accorde un subside de 60 millions de roubles pour réaliser la seconde partie des travaux projetés.